# Corporación Deportes Quindío
Il Corporación Deportes Quindío, meglio noto come Deportes Quindío, è una società calcistica colombiana con sede nella città di Armenia. Milita nella Categoría Primera B, la seconda divisione del campionato colombiano.

## Storia
Il club è stato fondato l'8 gennaio 1951, e il titolo più importante del club è stata la vittoria della Categoría Primera A nel 1956. Il club assunse il nome di Atlético Quindío dal 1953 al 1963.

## Palmarès

### Competizioni nazionali
- Campionato colombiano: 1

1956
- Categoría Primera B: 1

2001

### Altri piazzamenti
- Campionato colombiano:

Secondo posto: 1954
Terzo posto: 1953, 1955, Finalización 1969
- Categoría Primera B:

Secondo posto: 2014

## Organico

### Rosa 2020
Aggiornata all'8 giugno 2020.
| N. |                     | Ruolo | Calciatore      |
| -- | ------------------- | ----- | --------------- |
| 1  | Colombia (bandiera) | P     | Arled Cadavid   |
| 2  | Colombia (bandiera) | D     | José Cabarcas   |
| 3  | Colombia (bandiera) | D     | Brayan Ceballos |
| 4  | Colombia (bandiera) | D     | Anuar Hurtado   |
| 5  | Colombia (bandiera) | D     | Wilmer Palacios |
| 6  | Colombia (bandiera) | D     | Jesús Figueroa  |
| 7  | Colombia (bandiera) | C     | Joan Cortés     |
| 8  | Colombia (bandiera) | C     | Yéiner Orozco   |
| 10 | Colombia (bandiera) | A     | Roy Castillo    |
| 11 | Colombia (bandiera) | A     | Wilson España   |
| 12 | Colombia (bandiera) | P     | Luis Estacio    |
| 13 | Colombia (bandiera) | C     | Alexis Serna    |
| 15 | Colombia (bandiera) | D     | Leyser Chaverra |
| 17 | Colombia (bandiera) | D     | Jackson Montaño |
| 18 | Colombia (bandiera) | A     | Danny Santoya   |

| N. |                     | Ruolo | Calciatore             |
| -- | ------------------- | ----- | ---------------------- |
| 19 | Colombia (bandiera) | A     | Olmes García           |
| 21 | Colombia (bandiera) | C     | Exneider Guerrero      |
| 22 | Colombia (bandiera) | C     | Jhon Balanta           |
| 23 | Colombia (bandiera) | C     | Didier Pino            |
| 25 | Colombia (bandiera) | A     | Juan Garavito          |
| 26 | Colombia (bandiera) | C     | Jader Quiñónes         |
| 27 | Colombia (bandiera) | A     | Diber Cambindo         |
| 28 | Colombia (bandiera) | C     | Luis Carabalí          |
| 29 | Colombia (bandiera) | C     | Carlos Palacio         |
|    | Colombia (bandiera) | D     | John Jairo Montaño     |
|    | Colombia (bandiera) | C     | Jairo Borrero          |
|    | Colombia (bandiera) | C     | Yani Quintero          |
|    | Colombia (bandiera) | C     | Junior Rangel          |
|    | Colombia (bandiera) | A     | Yílmar Filigrana       |
|    | Colombia (bandiera) | A     | Henry Javier Hernández |